# Gottlob Dittmar

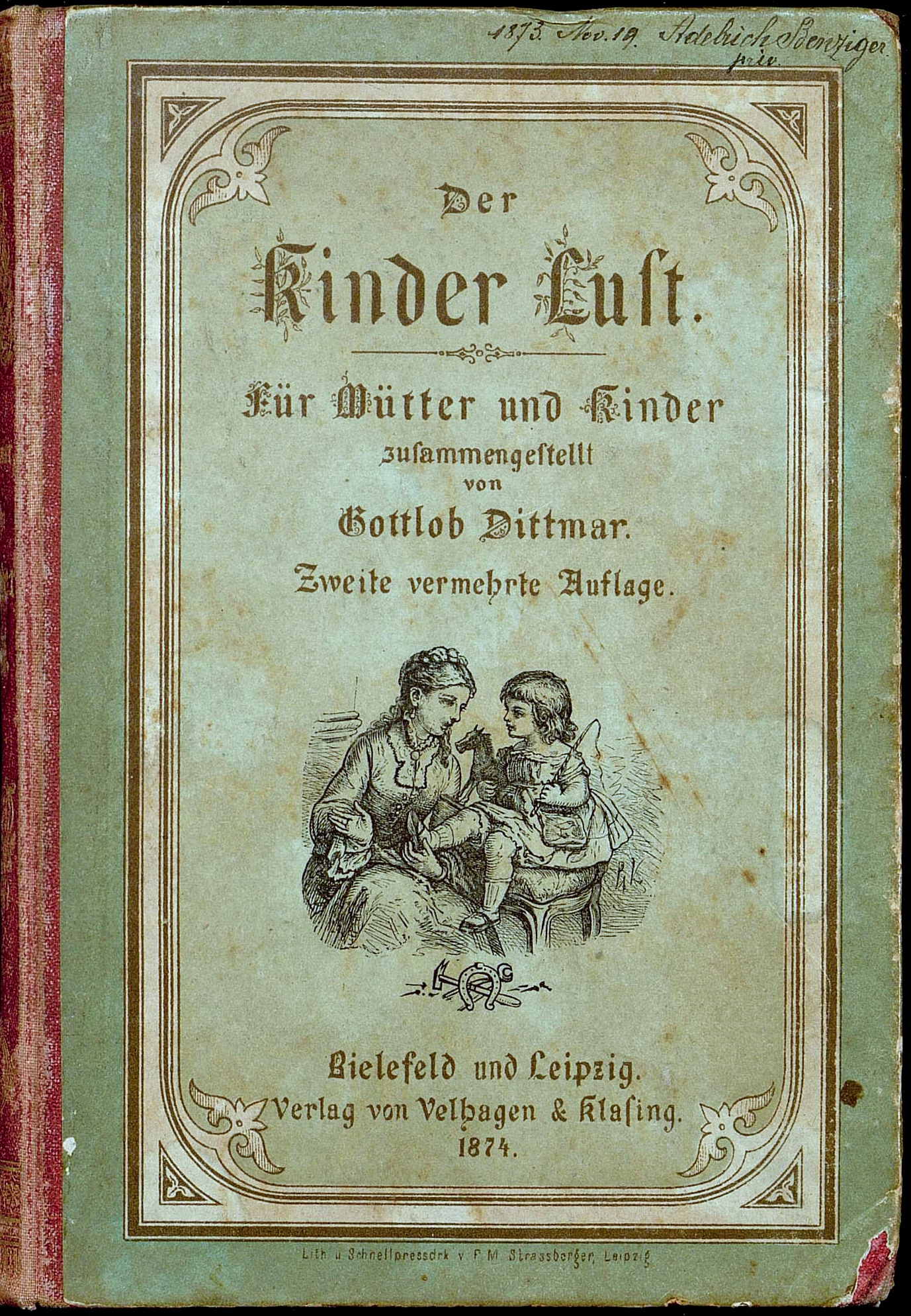
Buchcover Der Kinder Lust (1874), aus dem Besitz von Alois Benziger

Gottlob Dittmar (* 30. Mai 1839 in Grünstadt; † 15. Januar 1891 in Cottbus) war ein deutscher Pädagoge, Historiker und Buchautor.

## Leben und Wirken
Gottlob Dittmar wurde geboren als Sohn des Grünstadter Gymnasialdirektors Heinrich Dittmar und seiner dritten Ehefrau Philippina geb. Moré († 1876).
Er besuchte das Gymnasium Zweibrücken und studierte seit Herbst 1857 klassische Philologie sowie Geschichte an den Universitäten Erlangen und Göttingen. In Göttingen wurde er ein Schüler des Historikers Ernst Curtius, der spätere Heidelberger Juraprofessor Richard Schröder war einer seiner Freunde und Mitstudenten aus der Göttinger Zeit.
1861 legte Gottlob Dittmar seine Staatsprüfung in München ab und wurde 1862 Lehrer am damaligen Progymnasium Grünstadt, später in Kirchheimbolanden.
1868 wechselte er vom bayerischen in den preußischen Staatsdienst und ging als Lehrer bzw. 1. Oberlehrer an das Gymnasium Neuwied. 1882 übernahm Dittmar als Direktor die Leitung des Friedrich-Wilhelm-Gymnasiums Cottbus, die er bis zu seinem plötzlichen Tod innehatte.
Gottlob Dittmar verfasste mehrere Bücher, u. a. eine dreibändige Geschichte des deutschen Volkes und eine Brandenburgisch-preußische Geschichte seit 1648, im Zusammenhang mit der deutschen Geschichte. Sein bekanntestes Werk war die 1872 erschienene Sammlung von Kindergeschichten -gedichten und -liedern mit dem Titel Der Kinder Lust, das er seiner eigenen Mutter widmete. Es wurde mehrfach aufgelegt.

## Schriften
- Geschichte des deutschen Volkes. Band 3. 1892; archive.org